# Trnjane, Požarevac
Trnjane (Трњане), pronunțat în limba română Trîniane, este un sat situat în partea de est a Serbiei, în Districtul Braničevo. Aparține administrativ de comuna Požarevac. La recensământul din 2002 localitatea avea 915 locuitori.